# Matías Orlando
Matías Orlando (Concepción, Tucumán, 14 de noviembre de 1991) es un jugador de rugby argentino que se desempeña de centro o wing.

## Trayectoria
El tucumano se ha destacado por poseer muchas cualidades como jugador, potencia, desequilibrio, tackle y muy buenas destrezas.
Se formó en el Club Huirapuca de su ciudad natal Concepción en Tucumán. Allí llegó a competir en el Torneo del Noroeste.
Con  Los Pumitas tuvo su inicio en los elencos argentinos, cuando en 2010 integró el Sub-19, mientras que un año más tarde participó del Mundial Juvenil.
También formó parte de Pampas XV franquicia argentina que, entre 2012 a 2014, lo llevó a disputar la Copa Vodacom. Desde 2016 hasta 2020 jugó en también en la franquicia argentina de Jaguares, participando del Super Rugby.
El jugador de Huirapuca de Tucumán llevaba varios años compitiendo por ganarse un lugar en Los Pumas, seleccionado con el cual disputó cuatro partidos internacionales en la ventana de junio de 2013 y 2014, además de los seis partidos que jugó por el Campeonato Sudamericano.
Con solo 23 años, Matías Orlando ya había participado de todos los equipos nacionales: la franquicia Pampas XV, Argentina XV, Los Pumas 7s y de Los Pumas el seleccionado nacional. 
En 2019 fue convocado para la Copa Mundial de Rugby de 2019 que tuvo sede en Japón.
En 2020 desembarcó en el club Newcastle Falcons de Inglaterra, equipo con el que participó de la Premiership Rugby, la máxima categoría del rugby inglés. Aunque en mayo de 2024 finalizó anticipadamente su contrato con Newcastle, y se sumó a Miami Sharks para terminar la temporada 2024, y con las intenciones de continuar durante 2025. Finalmente se mantuvo hasta la temporada 2024/25 del torneo norteamericano Major League Rugby, después el club desapareció.

## Palmarés
| Título                       | Equipo    | País      | Año  |
| ---------------------------- | --------- | --------- | ---- |
| Torneo Regional del Noroeste | Huirapuca | Argentina | 2013 |
| Copa Vodacom                 | Pampas XV | Sudáfrica | 2011 |